# Lucknow (distrikt)
Lucknow (hindi: लखनऊ ज़िला, urdu: لکھنؤ ضلع) er et distrikt i den indiske delstat Uttar Pradesh. Distriktets hovedstad er Lucknow.

## Demografi
Ved folketællingen i 2011 var der 4.588.455 indbyggere i distriktet, mod 3.647.834 i 2001. Den urbane befolkning udgør 66,20 % af befolkningen.
Børn i alderen 0 til 6 år udgjorde 11,37 % i 2011 mod 15,02 % i 2001. Antallet af piger i den alderen per tusinde drenge er 915 i 2011.